# Chiesa della Madonna della Campana
La chiesa della Madonna della Campana è un edificio di culto di Casarano, in Puglia.
Si erge su una collina di circa 160 metri d'altezza, dalla quale è possibile scorgere il panorama della città e delle campagne circostanti.

## Storia
La storia di questa chiesa si perde fra vaghe informazioni e leggende che la vogliono fondata dai Greci o dai Normanni. Secondo il Tasselli e il Chetry, la chiesa risulterebbe attestata in due bolle papali, una dell'anno 1301, l'altra dell'anno 1308. I due documenti, tuttavia, citano semplicemente una "Sancta Maria de Casarano", la quale negli ultimi studi è stata identificata con la chiesa paleocristiana di Santa Maria della Croce nel casale di Casaranello. La prima attestazione di una chiesa intitolata alla Madonna della Campana, pertanto, risale alla visita pastorale del vescovo di Nardò Ludovico de Pennis del 1452. Alla metà del XVII secolo, verosimilmente nell'anno 1656, il precedente edificio di culto, ormai in stato di degrado, venne abbattuto e al suo posto venne edificata l'attuale chiesa.

## Descrizione
Il santuario della Madonna della Campana si presenta come un edificio di modeste dimensioni (circa 22 m di lunghezza per 10 di larghezza), orientato in senso est-ovest, con l’ingresso principale che guarda verso occidente. È costruito interamente in conci di carparo locale e l’esterno appare molto semplice e lineare, con una facciata a capanna ed una porta centrale d’accesso, sormontata da una finestra e da una nicchia che non conserva alcuna immagine.
Nel 1679 Fratello Onofrio affresca la parete posteriore dell'altare maggiore con la Gloria del Paradiso e probabilmente sono da attribuire allo stesso le altre pareti della chiesa tra i quattro altari laterali. Al centro dell'altare maggiore (costruito dal mastro Donato Giovanni Chiarello), affrescata su una pietra levigata, vi è l'immagine della Vergine col Bambino, più antica rispetto allo stesso altare.

## Leggende sul ritrovamento della sacra immagine
La leggenda narra che, secoli addietro, sul colle di Casarano si estendeva la proprietà di un vecchio feudatario, possidente un grosso gregge di buoi. Un giorno il massaro di questi, che si occupava del bestiame, si spinse con la mandria fino all'estremità del colle. A sera, rientrando alla fattoria, si accorse che mancava un bue. Tornato indietro, trovò sulla cima del colle il bue inginocchiato che con le corna scavava la terra e, a ogni cornata, si sentiva suonare una campana. Il massaro corse dal padrone a raccontare l'accaduto, ma questi, incredulo, volle recarsi sul posto. Ivi giunti, constatarono che il bue con le corna aveva segnato una croce sul terreno. L'indomani il feudatario, nel punto dov'era la croce, fece scavare in profondità e con grande sorpresa fu riportato alla luce un catafalco di pietra raffigurante l'immagine della Madonna con il Bambino. In quel luogo il feudatario fece costruire una nicchia per porvi quella sacra immagine da lui chiamata "Madonna della Campana", curandosi che ogni sera fosse acceso un lumicino ad olio. Tempo dopo, in una notte tempestosa navigava con un piccolo veliero nelle acque del Mar Ionio e, sul punto di naufragare, il capitano invocò l'aiuto della Vergine. Fu allora che scorse un lumicino lontano e puntando la prua in quella direzione riuscì a toccare terra. Camminò tutta la notte per raggiungere quella luce e solo all'alba giunse alla nicchia della Vergine della Campana. In questo luogo, dunque, decise di costruirvi una chiesa.
La Madonna della Campana, cui la chiesa è dedicata, è la compatrona di Casarano insieme a San Giovanni l'Elemosiniere. È altresì protettrice dei cavamonti, minatori di un tempo che estraevano dalla roccia locale il carparo necessario per le costruzioni.

## La festa
La festa della Madonna della Campana, compatrona della città di Casarano, è caratterizzata da un complesso di momenti rituali che trovano il loro sviluppo temporale nell’arco di due giorni: la domenica in Albis e il lunedì seguente (localmente chiamato della Campaneddha, ossia della Campanella). Dopo la messa del mattino, la statua della Vergine col Bambino viene solennemente portata in processione, assieme alla statua del Santo Patrono, dalla Chiesa Matrice fino al santuario sulla collina. Peculiare è la presenza delle cosiddette Vergineddhe (Verginelle): bambine vestite di un abito bianco completato da una corona di fiori sulla testa; a queste si affiancano gli Ancileddhi (Angioletti), bambini vestiti da angeli e le Matunneddhe (Madonnine), bambine vestite di un manto azzurro e rosa ad imitazione dell’abito della Vergine Maria. Dopo la recita di un singolo Mistero del Rosario, i fanciulli cantano un inno alla Madonna, accompagnati dalla banda. La festa continua il lunedì mattina, quando nelle campagne sulla collina si svolge la tradizionale Campaneddha. Si tratta di un atto rituale che per molti versi richiama la più conosciuta Pasquetta.

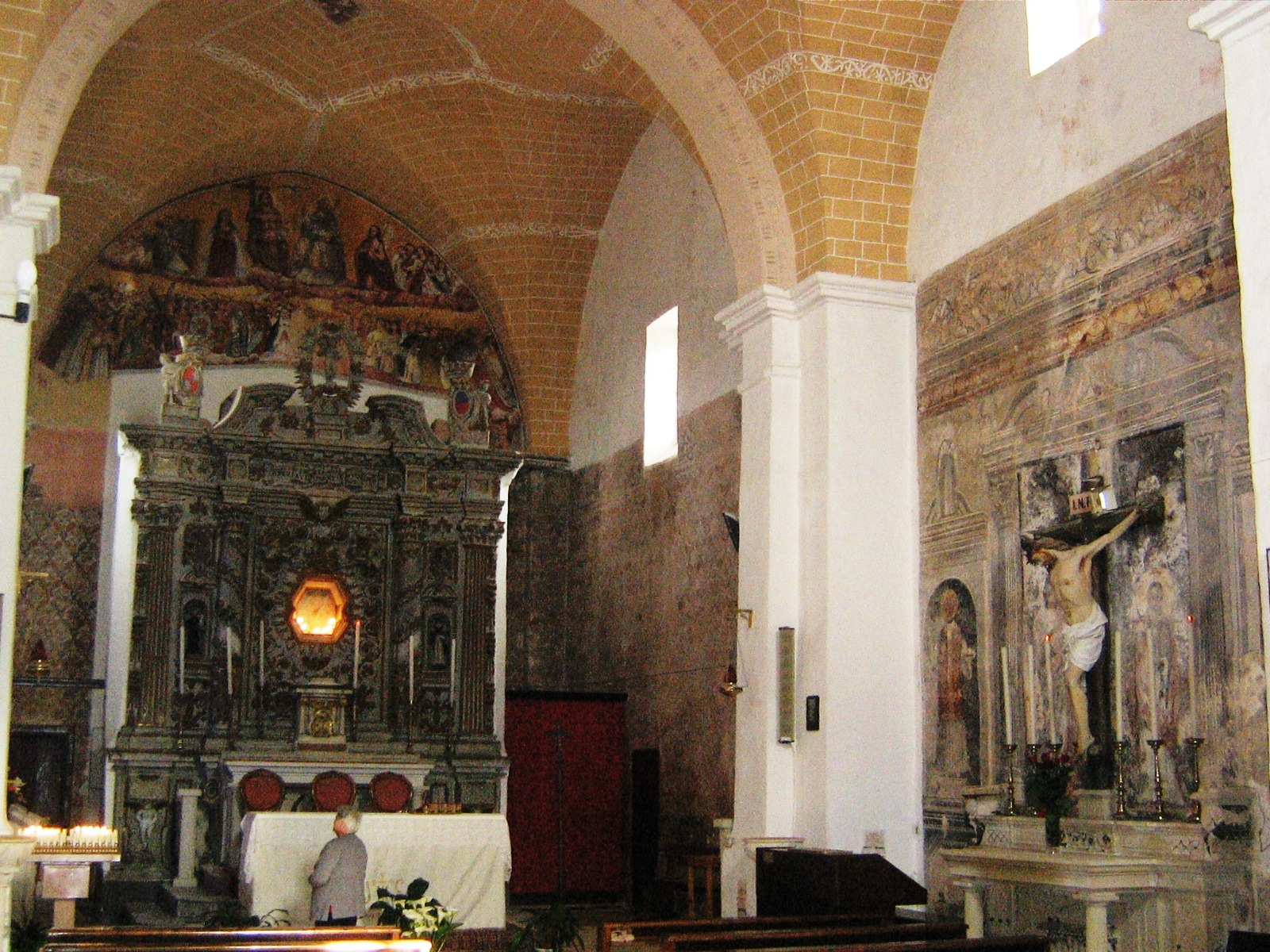
Interno
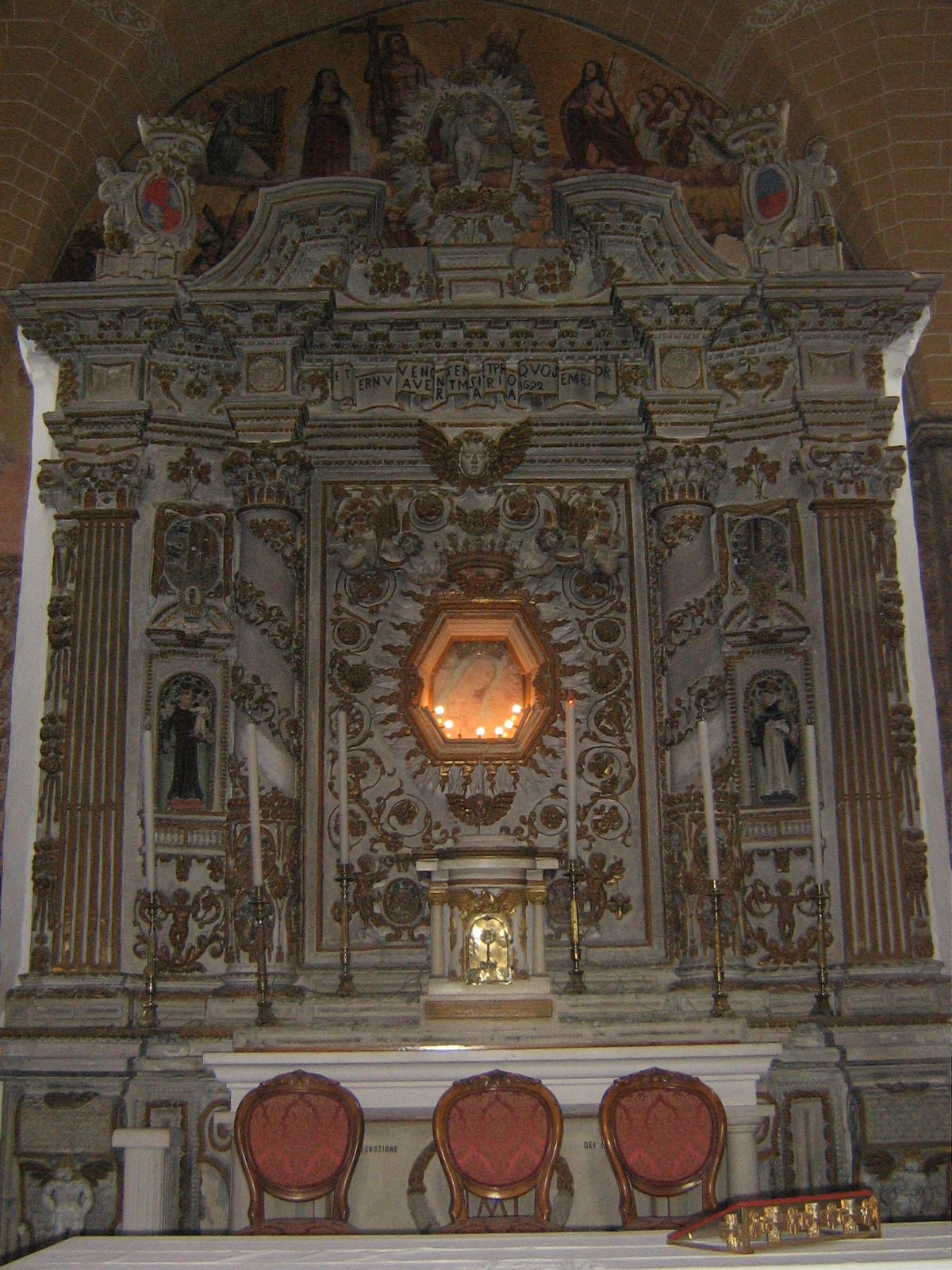
Altare maggiore
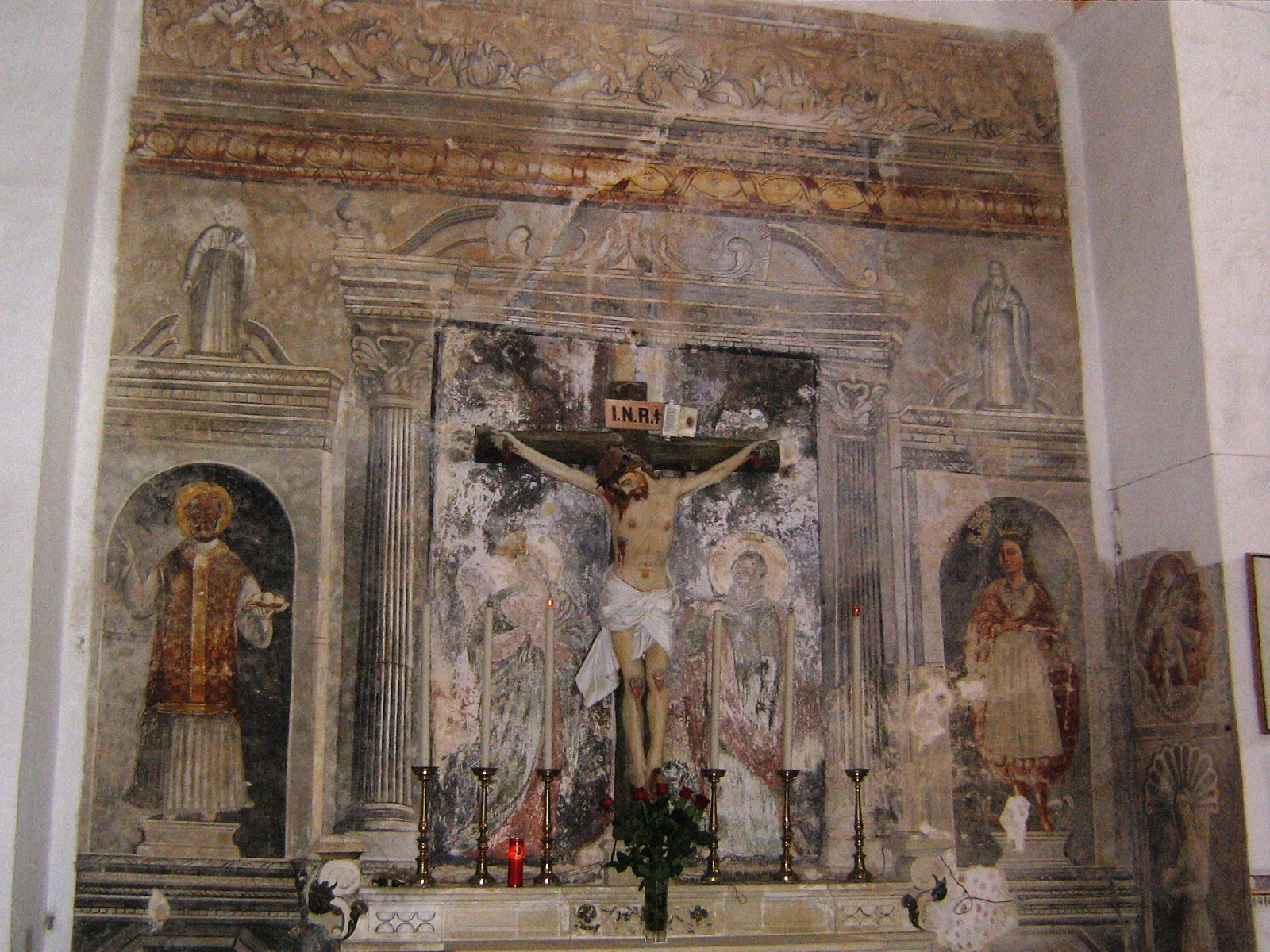
Altare del Crocifisso
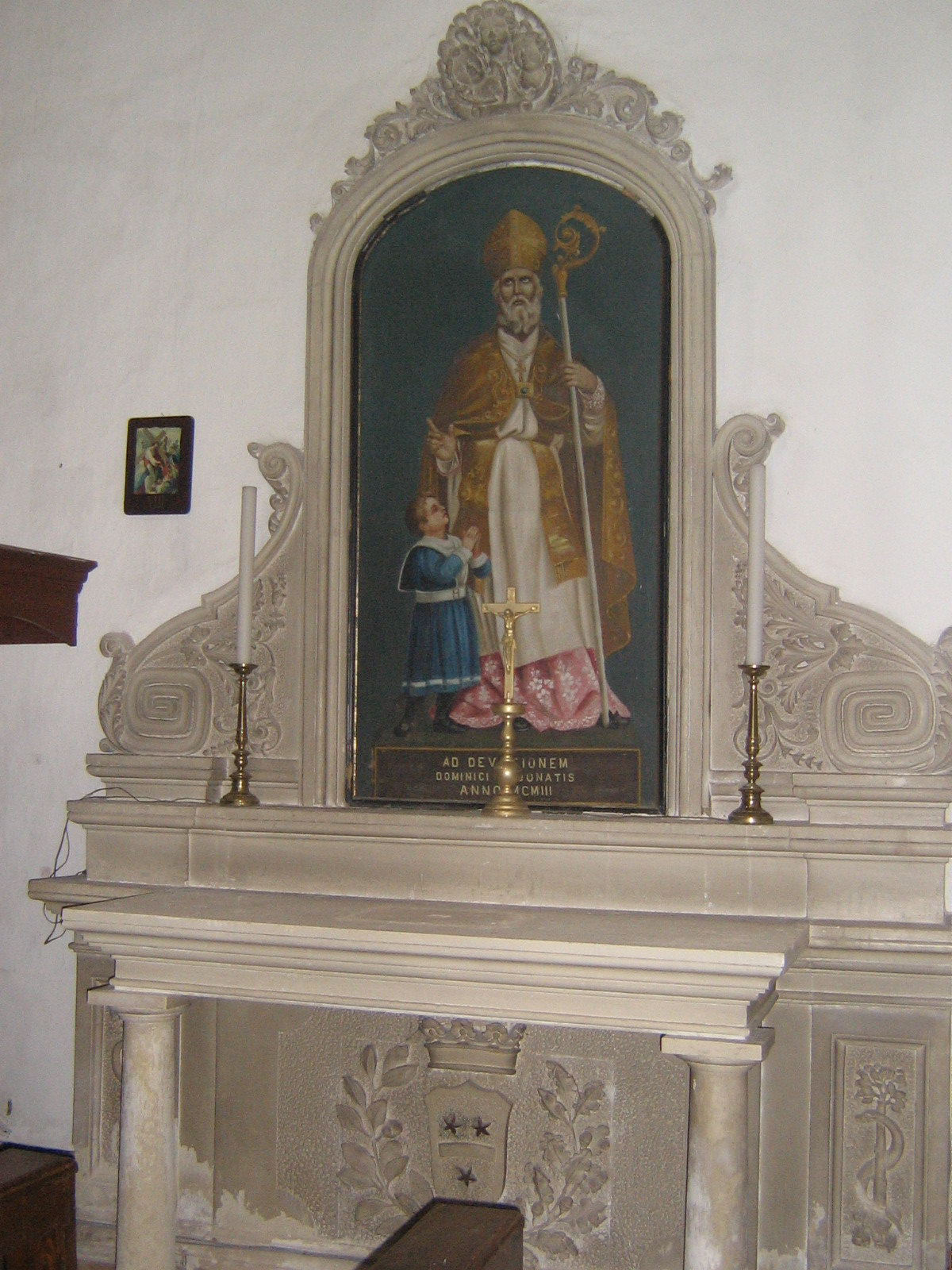
Altare

1. ↑   Giacomo Arditi, La corografia fisica e storica della provincia di terra d'Otranto, Lecce, 1879,  p. 115.
2. ↑   Tasselli Luigi, Antichità di Leuca, Lecce, Eredi Pietro Micheli, 1693,  p. 209.
3. 1 2 3 4   Chetry Antonio, Spigolature casaranesi, quaderno III, Casarano, Carra Editrice, 1990.
4. ↑   Serio Antonio Sebastiano, Casarano nel Tardo Medioevo, Editrice Salentina, 2020, ISBN 8861870368.
5. ↑   C. G. Centonze, A. De Lorenzis e N. Caputo, Visite pastorali in diocesi di Nardò, 1452-1501, Congedo, 1988, ISBN 88-7786-096-0, OCLC 23872610. URL consultato il 26 maggio 2021.
6. 1 2   Alessio Stefàno, Il santuario, la festa e il culto di Maria Santissima della Campana a Casarano (Lecce), University of Salento, 2020, DOI:10.1285/i22804250v9i2p533. URL consultato il 26 maggio 2021.
7. ↑   Casciaro, Raffaele. Cassiano, Antonio., Sculture di età barocca tra Terra d'Otranto, Napoli e la Spagna, De Luca, 2007, ISBN 978-88-8016-827-0, OCLC 224386216. URL consultato il 26 maggio 2021.
8. 1 2 3   Alessio Stefàno, "Santa Maria della Campana" di Casarano. Il santuario, la festa, il culto, Galatina, Editrice Salentina, 2021, ISBN 9788831964692.